# Xexal
Xexal är en ort i Mexiko.   Den ligger i kommunen Chilón och delstaten Chiapas, i den sydöstra delen av landet, 800 km öster om huvudstaden Mexico City. Xexal ligger 1 182 meter över havet och antalet invånare är 156.
Terrängen runt Xexal är kuperad. Runt Xexal är det ganska tätbefolkat, med 54 invånare per kvadratkilometer. Närmaste större samhälle är Sitalá, 17,8 km väster om Xexal. I omgivningarna runt Xexal växer i huvudsak städsegrön lövskog.